# Blickling Hall
Blickling Hall est une demeure seigneuriale qui fait partie du domaine Blickling. Il est situé dans le village de Blickling au nord d'Aylsham dans le Norfolk, en Angleterre, et est sous la garde du National Trust depuis 1940.

## Histoire ancienne
Au XVe siècle, Blickling appartient à Sir John Fastolf de Caister à Norfolk (1380-1459), qui fait fortune pendant la guerre de Cent Ans et dont les armoiries y sont toujours exposées. Plus tard, la propriété appartient à la famille Boleyn et abrite Thomas Boleyn, futur comte de Wiltshire, et sa femme Elizabeth entre 1499 et 1505. Bien que les dates de naissance exactes de leurs enfants soient inconnues, les historiens, dont Eric Ives sont convaincus que les trois enfants survivants sont probablement nés à Blickling - Mary vers 1500, Anne vers 1501 et George vers 1504 . Une statue et un portrait d'Anne peuvent être trouvés à Blickling Estate qui portent l'inscription "Anna Bolena hic nata 1507" ( Anne Boleyn née ici en 1507 ), basée sur une bourse antérieure qui attribuait à Anne une année (maintenant considérée comme hautement improbable) de naissance de 1507.
La maison de Blickling que l'on voit aujourd'hui est construite sur les ruines de l'ancienne propriété Boleyn sous le règne de Jacques Ier, par Sir Henry Hobart, Lord Chief Justice of the Common Pleas et 1er baronnet, qui achète Blickling à Robert Clere en 1616. L'architecte de Hatfield House, Robert Lyminge, est crédité de la conception de la structure actuelle. Le Lord Chief Justice épouse Dorothy, la fille de Sir Robert Bell de Beaupre Hall, Outwell / Upwell, Norfolk, président de la Chambre des communes 1572-1576. Une grande exposition de matériel héraldique est présente dans tout le domaine.
En 1698, le domaine passe à John Hobart (1er comte de Buckinghamshire) qui est créé comte de Buckinghamshire en 1746. Il est responsable de la création du ha-ha et de la construction du temple dorique dans le parc, ainsi que de l'extension du parc par l'achat de terrains adjacents. Son fils John Hobart (2e comte de Buckinghamshire) remodèle le manoir entre 1765 et 1785. Bien que le domaine ait ensuite été transmis à sa plus jeune fille Caroline, qui est mariée à Lord Suffield, le couple est mort sans enfant et il est donc dévolu au neveu de Caroline, William Kerr, 8e marquis de Lothian, qui remodèle la façade ouest. Il est ensuite transmis dans la famille Kerr.

## Histoire récente

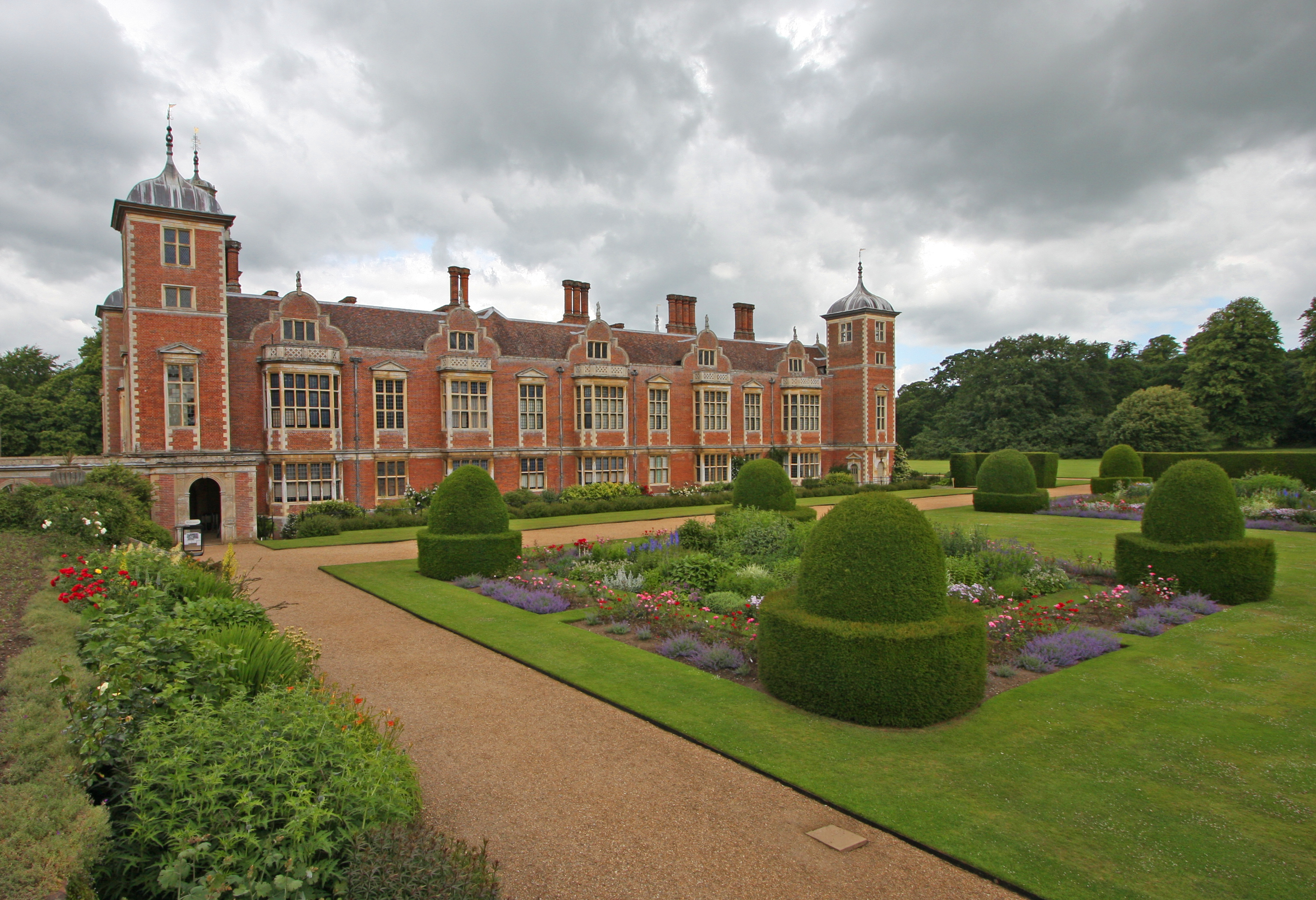
Blickling Hall et son jardin.

Pendant la Seconde Guerre mondiale la maison est réquisitionnée et sert de mess des officiers de la RAF Oulton à proximité. Après la mort de Philip Kerr (11e marquis de Lothian) (le dernier propriétaire privé de Blickling) en décembre 1940, le domaine de Blickling passe sous la garde du National Trust dans le cadre de son legs. Les militaires et les femmes de la RAF sont cantonnés sur le terrain dans des huttes Nissen, tandis que les officiers sont logés dans la maison elle-même. Le lac adjacent est utilisé par le personnel de service de la RAF pour pratiquer des exercices de dériveur pendant la Seconde Guerre mondiale . Le National Trust créé le musée RAF Oulton sur place en hommage aux pilotes et au personnel au sol de la RAF qui servent pendant la Seconde Guerre mondiale, et cela peut être visité sans frais d'entrée supplémentaires.
À la fin de la guerre, la maison est dé-réquisitionnée. Le National Trust la loue de nouveau à des locataires jusqu'en 1960, date à laquelle le Trust commence à restaurer la maison dans un style reflétant son histoire. La maison et le terrain sont ouverts au public en 1962 et restent ouverts sous le nom de "Blickling Estate". En 2019, le site a reçu 225 624 visiteurs .

## Bibliothèque
La bibliothèque de Blickling Estate contient l'une des collections de manuscrits et de livres les plus importantes d'Angleterre. Les 13 000 à 14 000 volumes estimés de la bibliothèque s'étendent sur 146 pieds linéaires. La collection de base est formée par Sir Richard Ellys (1682-1742), un cousin des Hobart de Blickling . Le manuscrit le plus important associé à la maison est le Blickling Homilies, qui est l'un des premiers exemples existants d'écrits homilétiques vernaculaires anglais . Les homélies de Blickling sont éditées et traduites pour la première fois au XIXe siècle par Richard Morris, dont le travail est toujours considéré comme définitif. Une traduction et une édition plus récentes de Richard J. Kelly ont été largement critiquées par les universitaires et les critiques lors de leur publication ,,. Un autre manuscrit ancien important à Blickling Hall est le Blickling ou Lothian Psalter, un psautier enluminé du VIIIe siècle avec des gloses en vieil anglais, maintenant détenu par la Pierpont Morgan Library .

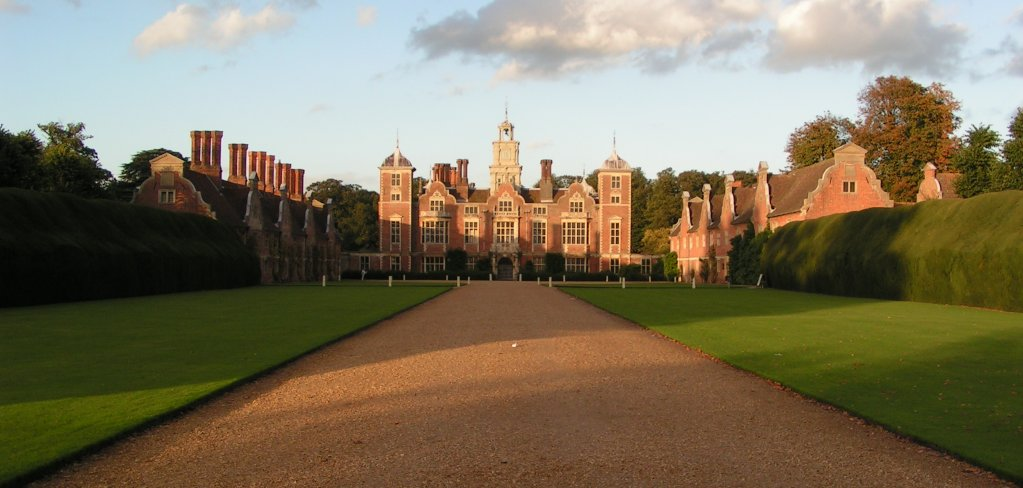
Entrée principale du domaine Blickling

## Le domaine Blickling
Le domaine couvre 4 777 acres. Une grande partie est classée comme terre agricole de grade 2 et 3 qui est activement gérée par le National Trust pour fournir des revenus pour soutenir la maison, les jardins, le parc et les bois . Le domaine est classé Grade II* au Registre des Parcs et Jardins Historiques.

### Histoire du jardin
Une maison et un jardin existaient à Blickling avant que le domaine ne soit acheté par la famille Boleyn dans les années 1450, mais aucun document ne survit pour donner une indication de leur apparence. Après que Sir Henry Hobart ait acquis le domaine en 1616, il remodèle les jardins pour y inclure des étangs, une nature sauvage et un parterre. Un mont de jardin - une colline artificielle dans le paysage plat de Blickling, est créé pour offrir une vue sur le nouveau jardin. Avec l'avènement de Sir John Hobart (plus tard le 1er comte de Buckingham) en 1698, le jardin est agrandi pour ajouter un nouveau désert et le temple est construit.
Dans la seconde moitié du XVIIIe siècle, John Hobart, 2e comte de Buckingham, entreprend des travaux qui modifient radicalement l'apparence des jardins. Toutes les traces de formalisme sont supprimées et des bouquets d'arbres disposés naturellement sont plantés pour créer un jardin paysager. Dans les années 1780, une orangerie est construite pour hiverner les agrumes tendres. Après la mort du 2e comte en 1793, sa fille cadette Caroline, Lady Suffield, emploie le jardinier paysagiste Humphry Repton et son fils John Adey Repton pour donner des conseils sur les questions de jardin. John Adey Repton continue à fournir des conceptions pour de nombreuses caractéristiques de jardin. Le domaine passe à William Schomberg Robert Kerr, neuf ans, 8e marquis de Lothian en 1840. Plus tard, il réintroduit la formalité et les schémas de couleurs du parterre. Après sa mort à l'âge de 38 ans, la responsabilité des jardins incombe à Lady Lothian et à son jardinier en chef, M. Lyon. Philip Henry Kerr, 11e marquis de Lothian, hérite du domaine en 1930. Après des commentaires désobligeants dans une publication de Country Life, Lothian engage la jardinière mondaine Norah Lindsay pour remodeler les jardins. Dans le parterre, elle remplace le fouillis de minuscules parterres de fleurs par quatre grands parterres carrés plantés d'un mélange de plantes herbacées aux couleurs dégradées et harmonieuses. D'autres améliorations comprennent la suppression d'une ligne de conifères dans l'allée du Temple, qui sont remplacées par des plantations d'azalées .

## Le jardin aujourd'hui
Le jardin de Blickling couvre 55 acres et contient des jardins formels et informels, des bâtiments et des structures classés Grade II, des bois, des spécimens d'arbres, des ornements de jardin victoriens, des topiaires, le potager (ouvert au public en 2010) et des haies d'ifs du XVIIIe siècle. Les pelouses qui encadrent l'approche principale de la salle sont délimitées par des haies d'ifs qui sont enregistrées pour la première fois par William Freeman de Hamels en 1745 . Autour du manoir sur trois côtés se trouve le fossé sec. Les plantations dans les conditions humides et abritées des douves sont considérablement révisées par Lindsay qui introduit des hosta, des espèces d'hortensia, de buddleia et de romarin.

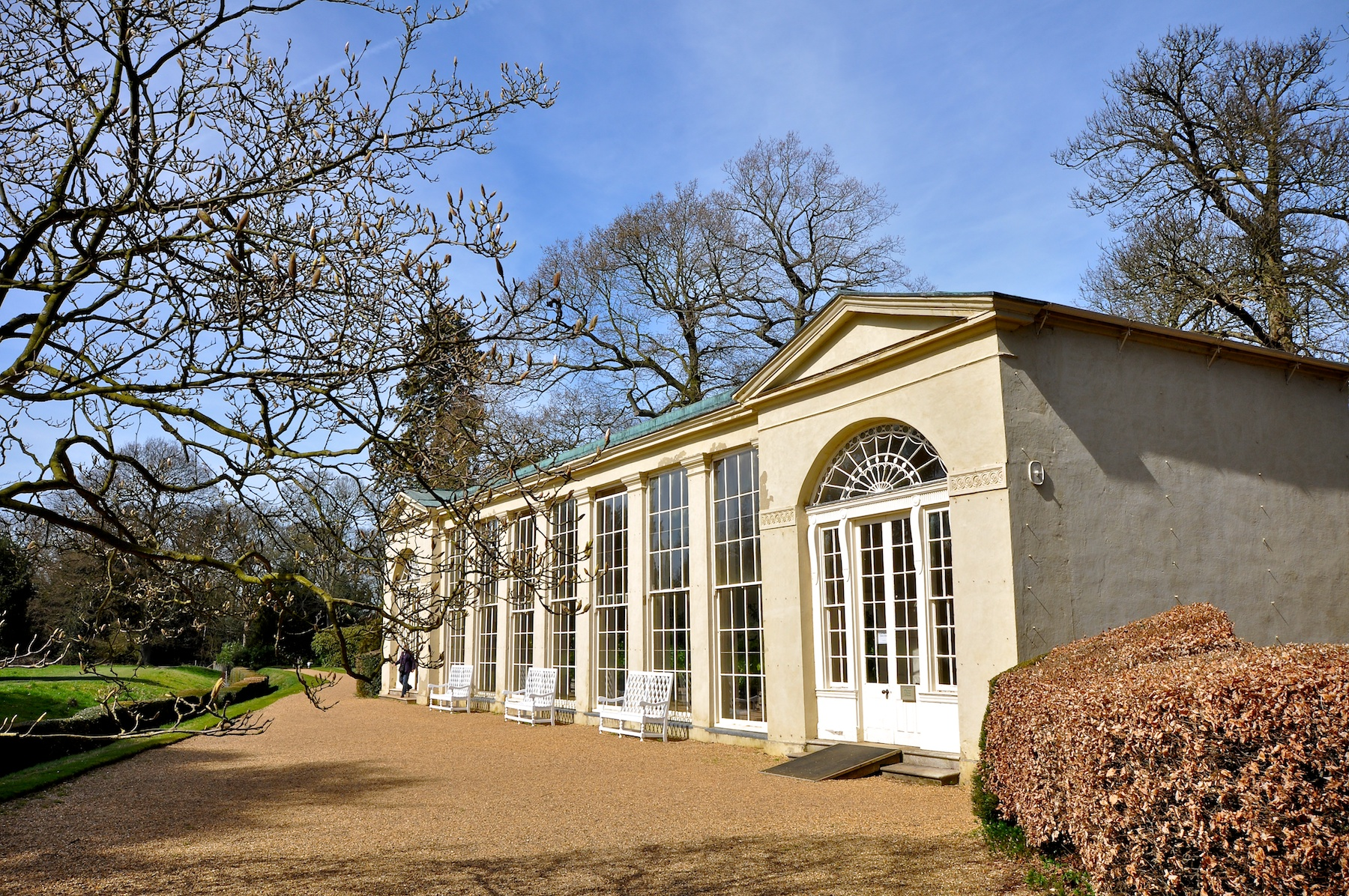
L'orangerie

À l'arrière de la propriété se trouve le célèbre jardin Parterre qui est situé sur la pelouse est. Créé à l'origine comme un jardin victorien en contrebas, il est remodelé par Lindsay au début des années 1930. Autour d'une fontaine en pierre classée du XVIIIe siècle, elle divise le jardin en quatre grands parterres herbacés colorés entourés de bordures en forme de L remplies de roses et de menthe à chat avec un if en forme de gland marquant chaque coin.
La nature sauvage cache un jardin secret avec une maison d'été, des plantes parfumées et un cadran solaire central. À proximité se trouve l'orangerie classée du XVIIIe siècle qui abrite une collection d'agrumes. À côté du bâtiment se trouve un vallon escarpé qui abrite de nombreuses plantes des bois, notamment une sélection d'hellébore et de digitale.